# Collection (album, 1984-2001)
Pour les articles homonymes, voir Collection.
Albums de Alain Souchon
Collection 1974-1983
(2001) J'veux du live
(2002)
Collection 1984-2001 est un album-compilation du chanteur, auteur et compositeur français Alain Souchon, sorti en 2001.
Il s'agit de la suite de l'album Collection 1974-1983.

## Liste des titres
Toutes les paroles sont écrites par Alain Souchon, toute la musique est composée par Laurent Voulzy et Alain Souchon.
| No  | Titre                     | Durée |
| --- | ------------------------- | ----- |
| 1.  | La Ballade de Jim         | 4:28  |
| 2.  | C'est comme vous voulez   | 4:34  |
| 3.  | J'veux du cuir            | 3:20  |
| 4.  | Portbail                  | 2:23  |
| 5.  | Quand j'serai K.O.        | 3:06  |
| 6.  | La Beauté d'Ava Gardner   | 2:11  |
| 7.  | Ultra moderne solitude    | 4:10  |
| 8.  | Les Cadors                | 4:45  |
| 9.  | Foule sentimentale        | 5:26  |
| 10. | L'Amour à la machine      | 3:49  |
| 11. | Sous les jupes des filles | 4:39  |
| 12. | C'est déjà ça             | 3:48  |
| 13. | Rive gauche               | 3:47  |
| 14. | Caterpillar               | 4:20  |
| 15. | Le Baiser                 | 4:05  |
| 16. | Pardon                    | 4:02  |
| 17. | La vie ne vaut rien       | 3:36  |